# Echternach
Echternach (em luxemburguês: Iechternach) é uma comuna de Luxemburgo com status de cidade, pertencente, pertencente ao distrito de Grevenmacher e ao cantão de Echternach.

## História
Echternach cresceu junto das muralhas da Abadia de Echternach, a qual foi fundada no ano de 698 por São Vilibrordo, um monge do Reino de Nortúmbria, que se tornou o primeiro bispo de Utrecht e trabalhou para cristianizar os frísios. Como bispo, ele dirigiu o monastério como ábade até sua morte, em 739. É em sua honra que a procissão de Echternach ocorre anualmente no dia de Pentecostes.
O rio Sauer que corre a cidade divide atualmente Luxemburgo da Alemanha, mas à época do Império Romano e dos Merovíngios não era uma marca de fronteira.
Em 1975, foram descobertos traços de um vilarejo romano em Echternach, que era parte do arcebispado de Trier (hoje Alemanha) e foi presenteado a Vilibrordo por Irmina, filha de Dagoberto II. Outras partes da herança romana dos Merovíngios foram doadas à Abadia por Pepino, o Breve.

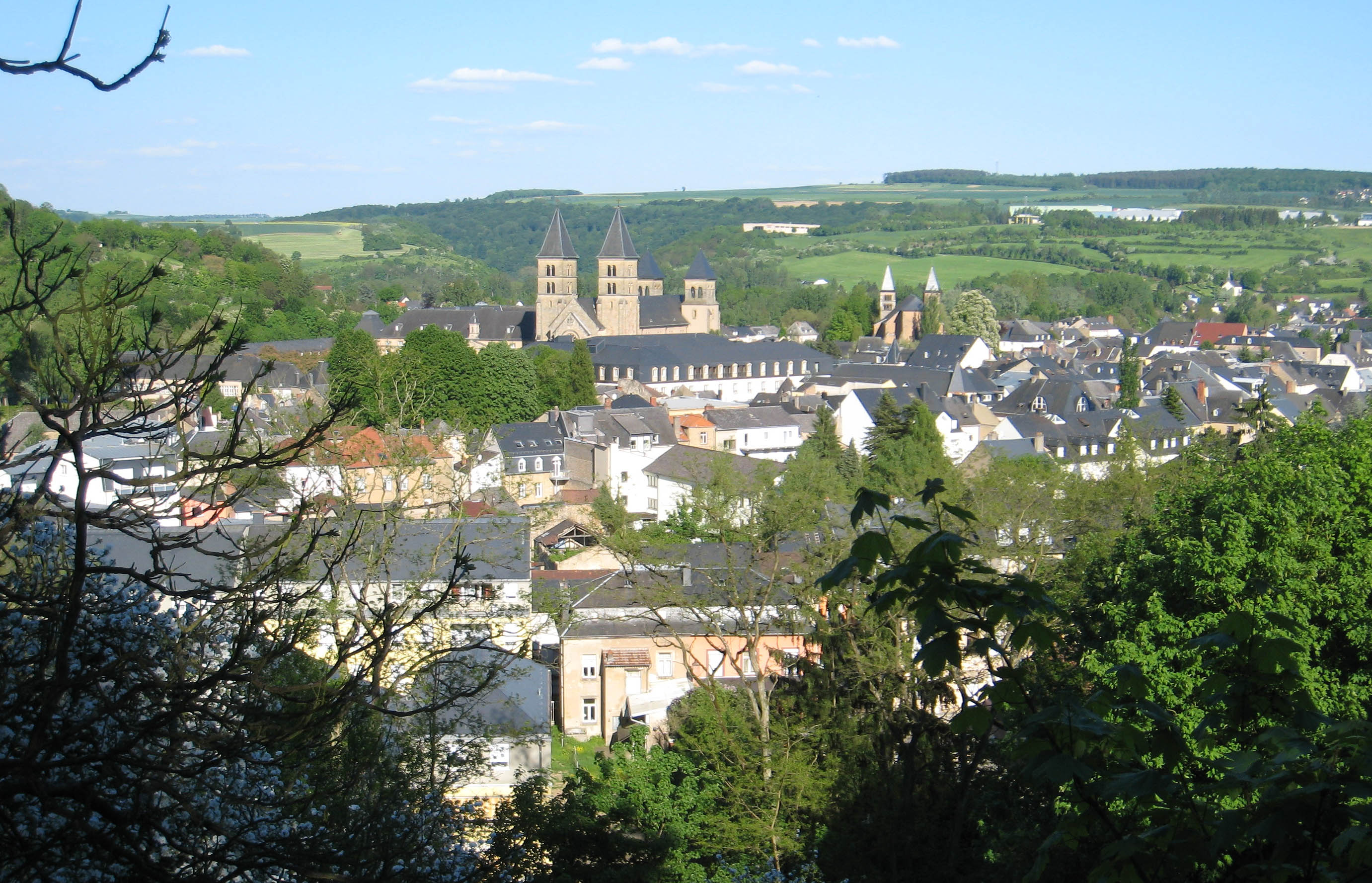
Vista de Echternach

Echternach continuou a ter patrocínio real através de Carlos Magno. Embora os monges tenham sido substituídos por cônegos do bispo de Trier entre 859 e 971 e as construções de Vilibrordo tenham sido incendiadas em 1017, a basílica românica com torres simétricas ainda abriga a tumba dele e sua cripta.
Adquiriu o status de cidade por volta de 1236.
A Abadia foi reconstruída em estilo barroco em 1737. Os monges dispersaram-se em 1797, e as posses do monastério, incluindo sua famosa biblioteca, foram leiloadas. Alguns dos primeiros manuscritos da Abadia estão na Biblioteca Nacional da França, em Paris. Uma fábrica de porcelana foi instalada dentro da Abadia. A cidade entrou em declínio até a chegada de turistas, trazidos pelas ferrovias.
Há duas igrejas em Echternach: a maior é a basílica de São Vilibrordo da Abadia, hoje rodeada por uma abadia do século XVIII que serve como escola, e a paróquia de São Pedro e São Paulo.
A cidade, ainda rodeada por suas muralhas e torres medievais, ficou bastante danificada com a Segunda Guerra Mundial e tem sido meticulosamente restaurada.

## Demografia
Dados do censo de 15 de fevereiro de 2001:
- população total: 4.610
  - homens: 2.162
  - mulheres: 2.448
- densidade: 224,99 hab./km²
- distribuição por nacionalidade:

| Nacionalidade  | População | %      |
| -------------- | --------- | ------ |
| luxemburgueses | 2.817     | 61,11% |
| estrangeiros   | 1.793     | 38,89% |
| - portugueses  | 1.149     | 24,92% |
| - franceses    | 131       | 2,84%  |
| - italianos    | 43        | 0,93%  |
| - belgas       | 77        | 1,67%  |
| - alemães      | 164       | 3,56%  |
| - iuguslavos   | 37        | 0,80%  |
| - outros       | 192       | 4,16%  |

- Crescimento populacional:

| Ano        | População |
| ---------- | --------- |
| 15/02/2001 | 4.610     |
| 01/01/2002 | 4.555     |
| 01/01/2003 | 4.498     |
| 01/01/2004 | 4.480     |
| 01/01/2005 | 4.507     |